# Christian Barnekow (diplomat)
 Der er flere personer med dette navn, se Christian Barnekow.
Christian Barnekow (født 24. januar 1556, død 21. februar 1612) var en dansk adelsmand, rejsende og diplomat.
Han var søn af Hans Barnekow til Birkholm (det nuværende Løvenborg) og Mette Oxe, en søster til rigshofmester Peder Oxe til Nielstrup. Kun lidt over tre år gammel mistede han sin far.
Han tilbragte næsten 17 år af sit liv fra han var 18 til han var 35 på at rejse rundt i Europa, samt en tre år lang rejse til det hellige land og Egypten. Han studerede meget i disse år, og opholdt sig seks år ved universitetet i Jena og Ingolstadt og to år i Padua. I Padua skulle der endda have været tale om at udvælge ham til universitetets rektor. 
Barnekow var rig fra fødslen og arvede adskillige ejendomme, deriblandt Birkholm (nu Løvenborg), Tølløsegård, Vittskövle Slot i Skåne og en gård i København. Gården lå omtrent, hvor den nuværende Kristen Bernikows Gade ligger, og er opkaldt efter Barnekow, dog i den københavnske dialekt. Han nævnes som ejer af denne gård 1607.
Da han vendte hjem igen til Danmark, var det oplagt at han blev udnævnt til diplomat for kongen, han blev herigennem sendt til bl.a. Skotland, England, Polen og Brandenburg. Han fik desuden vigtige len som Malmøhus og Landskrone. I 1598 ægtede han Margrethe Brahe, en datter af rigsråd Henrik Brahe og Lene Thott. De fik syv børn.
Hans Poulsen Resen, professor i teologi, som også afholdt begravelsesceremonien for Barnekow den 26. marts 1612 i Helsingør, skriver i sine notater at Barnekow havde bragt mange sjældne ting med hjem fra hans rejser til fremmede lande, de er desværre i dag forsvundet.
Et hallandsk sagn fortæller at Barnekow blev dræbt i 1612 i Kalmarkrigen, nær Skjellinge Hede da han ofrede sit liv for at redde kong Christian IV, der havde mistet sin hest og ville være blevet dræbt eller fanget, hvis ikke Barnekow havde overladt ham sin hest. Barnekow blev selv derefter slået ihjel af svenskerne, der havde overrumplet den danske styrke. Sagnet har dog sin oprindelse i det 18. århundrede, og bliver betvivlet i dag.